# جلجامش
جِلْجَامِش (بالأكدي: 𒀭𒄑𒉋𒂵𒈨𒌋𒌋𒌋) هو ملك تاريخي أسطوري لدولة الوركاء السومرية، وبطل مهم في أساطير بلاد ما بين النهرين القديمة والشَخصية الرئيسية في ملحمة جلجامش (أول قصيدة ملحمية في التاريخ، كُتبت بالأكدية خلال أواخر الألفية الثانية قبل الميلاد). يُحتمل أنه حكم لفترة من الزمن بين 2800 و2500 قبل الميلاد وألِّه بعد موته. أصبح جلجامش شخصيةً هامة في الأساطير السومرية خلال سلالة أور الثالثة (2112 - 2004 ق. م) رُويت حكايات عن مآثر جلجامش البطولية في خمس قصائد سومرية ناجية. تُعد قصيدة «جلجامش وإنكيدو والعالم الأسفل» أبكر قصيدة بين تلك القصائد، وفيها يساعد جلجامش الإلهة إنانا ويطرد المخلوقات التي تُزعج شجرتها الحلبو. تعطيه إنانا شيئين غير معروفين يُطلق عليهما ميكو وبيكو، لكن جلجامش يضيعهما. بعد موت إنكيدو، يخبر طيفه جلجامش عن الظروف الكئيبة في العالم السفلي. تصف قصيدة «جلجامش وأغا» ثورة جلجامش ضد سيده الأعلى الملك أغا. تروي قصائد سومرية أخرى هزيمة جلجامش للوحش خومبابا وثور السماء وتصف قصيدة خامسة مشوهة جدًا موت جلجامش وجنازته.
في العصور البابلية المتأخرة، بدأ نسج هذه القصص في سرد مترابط. ألف ملحمة جلجامش الأكدية الأساسية كاتب اسمه سين-لقي-ونيني، من المحتمل خلال الفترة البابلية الوسطى (1600-1155 قبل الميلاد)، بناءً على مصادر أقدم. في الملحمة، يكون جلجامش نصف إله يمتلك قوة بشرية خارقة، ويصبح صديقًا لإنكيدو الإنسان البري. يخوضان معًا مغامرات، ويهزمان خومبابا وثور السماء، الذي، في الملحمة، ترسله عشتار (المعادل الشرقي السامي لإنانا) لمهاجمتهم بعد رفض جلجامش لعرضها أن يصبح قرينها. بعد موت إنكيدو بمرض أرسِل كعقاب من الآلهة، يخاف جلجامش أن يموت، ويزور الحكيم أوتنابيشتيم، الناجي من الطوفان العظيم، آملًا بالعثور على الخلود. يفشل جلجامش مرارًا وتكرارًا بالتجارب التي تُوضع له ويعود إلى وطنه في الوركاء، مدركًا أن الخلود بعيد عن مناله.
يتفق معظم المؤرخين الكلاسيكيين على أن ملحمة جلجامش أثرت تأثيرًا جوهريًا على كل من الإلياذة والأوديسة، وهما قصيدتان ملحميتان كُتبتا بالإغريقية القديمة خلال القرن الثامن قبل الميلاد. تُوصف قصة ميلاد جلجامش في حكاية طريفة موجودة في كتاب «عن طبيعة الحيوانات» الذي ألفه الكاتب الإغريقي إليان في القرن الثاني بعد الميلاد. يروي إليان أن جد جلجامش وضع أم جلجامش تحت الحراسة لمنعها من الحمل، لأن وسيط الوحي أخبره أن حفيده سيطيح به. حملت أم جلجامش، ورمى الحراس المولود من البرج، إلا أن نسرًا ينقذ الطفل في منتصف السقوط ويوصله بسلام إلى حقل، حيث يربيه البستاني. أعيد اكتشاف ملحمة جلجامش في مكتبة آشور بانيبال عام 1849. بعد ترجمتها في بدايات سبعينيات القرن التاسع عشر، سببت جدلًا واسعًا للتشابه بين أجزائها مع الكتاب العبراني. بقي جلجامش غامضًا حتى منتصف القرن العشرين، ولكن منذ نهايات القرن العشرين، أصبح شخصيةً بارزة في الثقافة الحديثة.

## ملك تاريخي
يتفق معظم المؤرخين أن جلجامش كان ملكًا تاريخيًا لدولة الوركاء السومرية، وأنه حكم لفترة من الزمن خلال عصر فجر السلالات (2900-2350 قبل الميلاد). يقول ستيفن دالي، المختص بالتاريخ القديم للشرق الأقصى: «لا يمكن إعطاء التواريخ الدقيقة لفترة حياة جلجامش، لكن هناك توافق عام أنها تقع بين 2800 و2500 قبل الميلاد». لم يُكتشف أي ذكر معاصر لجلجامش لكن اكتشاف كتابة تومال عام 1955، وهي نص تأريخي مؤلف من 34 سطر كُتب خلال فترة حكم إشبي إيرا (1953-1920 قبل الميلاد)، سلط الضوء على حكم جلجامش. تعزو الكتابة المكتشفة الفضل لجلجامش ببناء أسوار الوركاء. نقرأ من السطر الحادي عشر وحتى السطر الخامس عشر ما يلي:
للمرة الثانية تتهدم تومال
بنى جلجامش أسوار منزل إنليل
أور لوغال، ابن جلجامش
جعل من تومال بارزةً

وأحضر نينليل إلى تومال.
يُشار إلى جلجامش بصفته ملكًا من قبل الملك إين مي باراكي سي الكيشي، وهو شخصية تاريخية معروفة والذي قد يكون عاش خلال فترة حياة جلجامش. علاوةً على ذلك، يُصنف جلجامش على أنه أحد ملوك الوركاء في قائمة الملوك السومريين. عُثر على أجزاء من نص ملحمي في مي توران (تُعرف الآن باسم تل حداد) تروي أنه وفي نهاية حياته، دُفن جلجامش تحت سرير النهر. حوّل شعب الوركاء مسار نهر الفرات الذي يمر بالوركاء بغرض دفن الملك الميت داخل سرير النهر.

## التأليه والمآثر الأسطورية

### القصائد السومرية

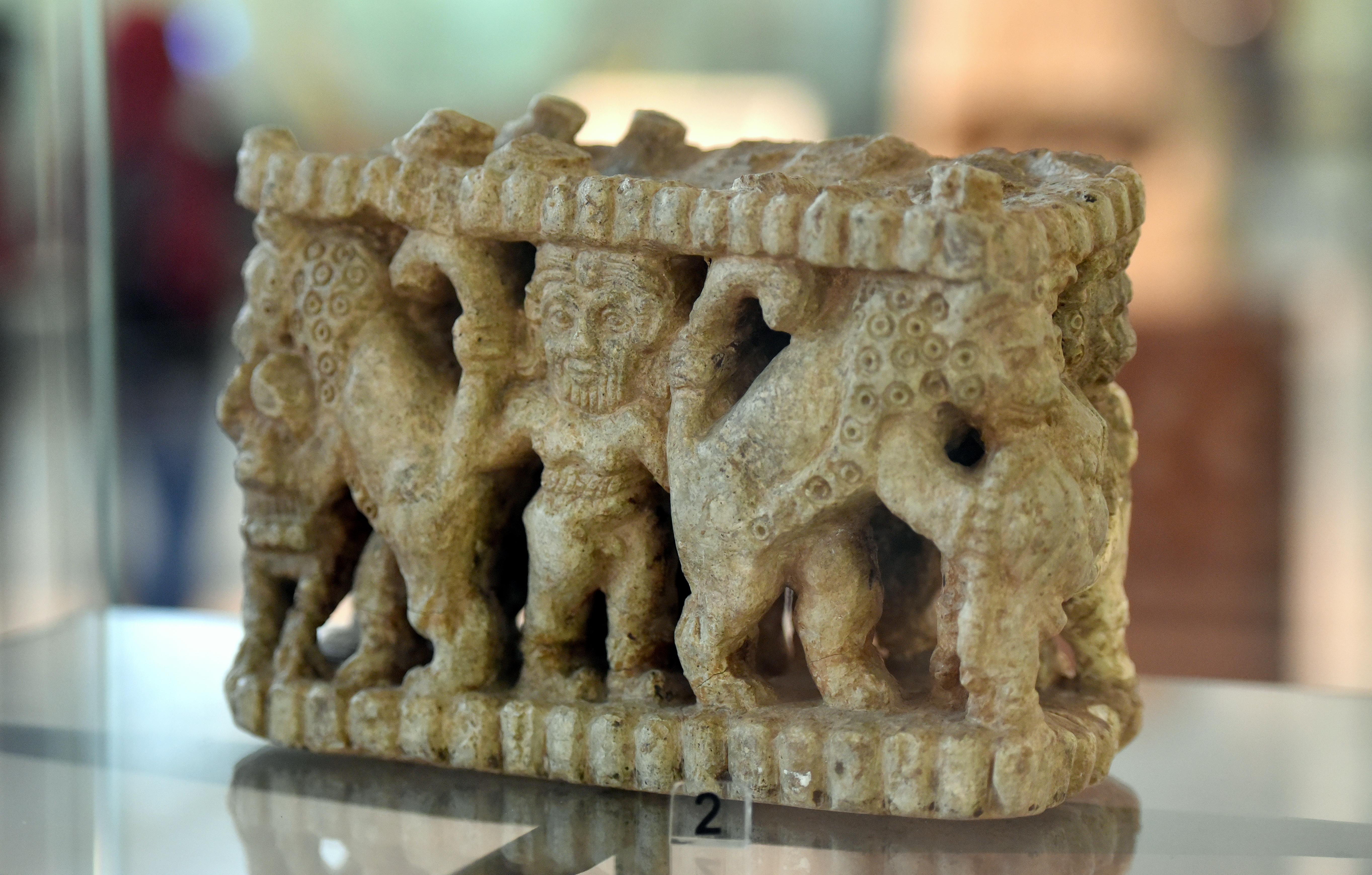
مشهد منحوت يصور جلجامش وهو يصارع الحيوانات. من معبد الشرع في تل أغرب، محافظة ديالى، العراق. عصر فجر السلالات، 2600 - 2370 قبل الميلاد. معروض في المتحف الوطني العراقي في بغداد.

من المؤكد أنه، خلال عصر فجر السلالات المتأخر، عُبد جلجامش بصفته إلهًا في مناطق مختلفة من سومر. في القرن الواحد والعشرين قبل الميلاد، اتخذ أوتو حيكال، ملك الوركاء، جلجامش بصفته إلهه الراعي. كان ملوك سلالة أور الثالثة (2112-2004 قبل الميلاد) مولعون خصوصًا بجلجامش، إذ أطلقوا عليه لقب «أخوهم الإلهي» وصديقهم. أعلن الملك شولجي الأوري (2029-1982 قبل الميلاد) نفسه ابن لوغال باندا ونيسون وأخو جلجامش. على مر القرون، ربما كان هناك تراكم تدريجي للقصص حول جلجامش، وقد يكون بعضها مستمدًا من الحياة الحقيقية لشخصيات تاريخية أخرى، مثل كوديا، حاكم السلالة الثانية لمدينة لجش (2144-2124 قبل الميلاد). أعلنت الصلوات المنقوشة في الألواح الطينية جلجامش بصفته قاضي الموتى في العالم السفلي.
خلال هذه الفترة، تطور عدد كبير من الأساطير والخرافات حول جلجامش. بقيت خمس قصائد سومرية مستقلة تروي مآثر جلجامش موجودةً حتى الوقت الحاضر. قد يكون أول ظهور لجلجامش في الأدب في قصيدة «جلجامش وإنكيدو والعالم الأسفل».

#### «جلجامش، إنكيدو، والعالم الآخر»

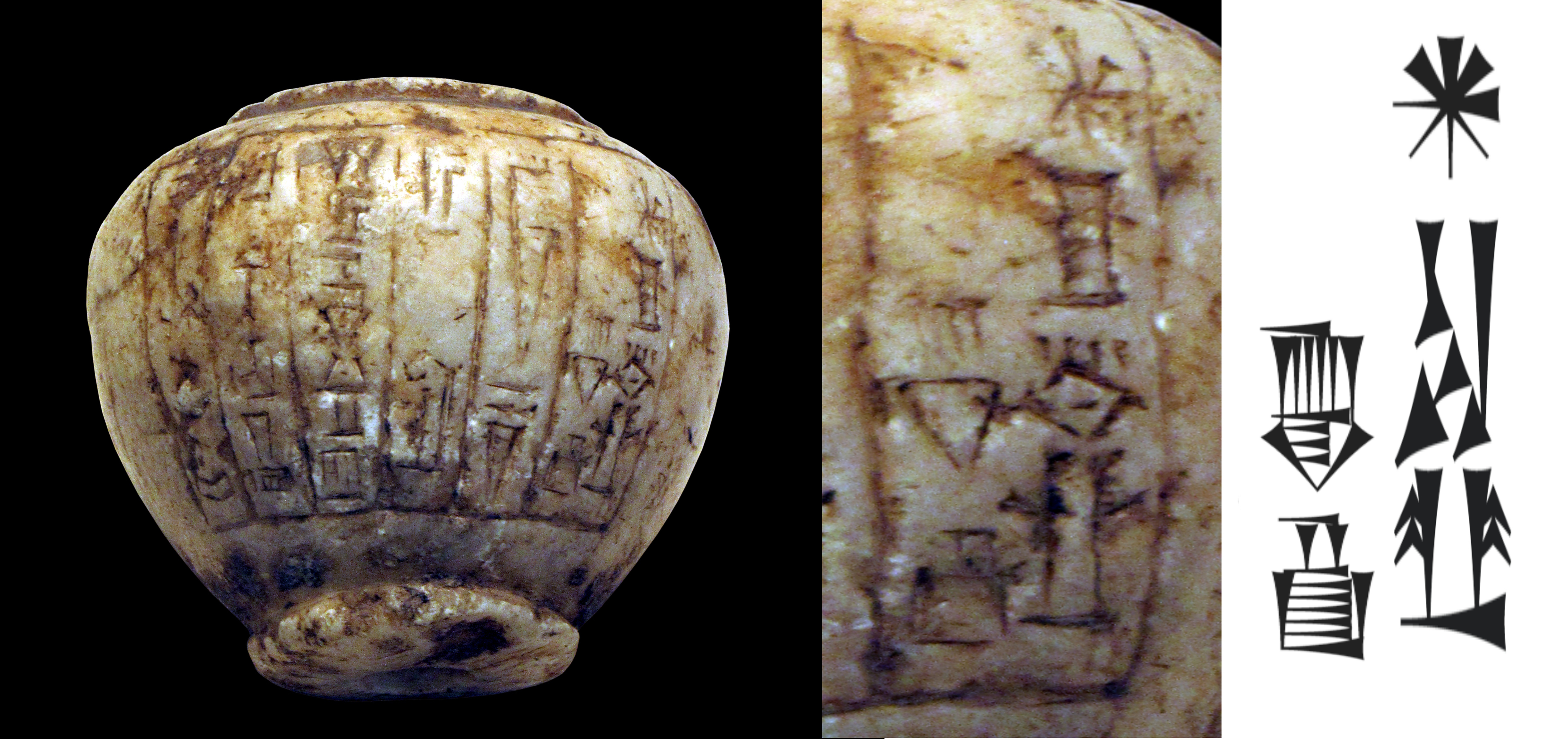
صولجان مهدى لجلجامش، مع نسخ لاسم جلجامش بالكتابة المسمارية السومر-أكدية القياسية، فترة سلالة أور الثالثة، بين 2112 و2004 قبل الميلاد

نشأ عدد كبير من الخرافات والأساطير حول جلجامش. :95 نجت خمس قصائد سومرية مستقلة تروي مآثر جلجامش المختلفة حتى يومنا هذا. من المرجح إن أول ظهور لجلجامش في الأدب كان في القصيدة السومرية «جلجامش، إنكيدو، والعالم الآخر».   يبدأ السرد بشجرة الحلبو -وقد تكون صفصافةً وفقًا لعالم السومريات صموئيل نوح كريمر- التي تنمو على ضفاف نهر الفرات. تنقل الإلهة إنانا الشجرة إلى حديقتها في الوركاء وبنيّتها نحتها لتصبح عرشًا عندما تنمو بالكامل. تكبر الشجرة وتنضج، ولكن الثعبان الذي لا يعرف سحرًا وطائر الأنزو وليليتو، السابقة السومرية لليليث في الفلكلور اليهودي، يسكنون جميعًا داخل الشجرة ما يؤدي بإنانا للبكاء والشعور بلأسى. يأتي جلجامش، الذي يُصور في هذه القصة على أنه أخو إنانا، ويذبح الثعبان ما يؤدي إلى هروب طائر الأنزو وليليتو. يقطع رفاق جلجامش الشجرة وينحتون خشبها ليصبح سريرًا وعرشًا ويعطونها لإنانا. تستجيب إنانا بتكوين ميكو وبيكو (قد يكونان طبلًا وعصي الطبل على التوالي، رغم أن التعريف الدقيق لتلك الأشياء غير مؤكد)، وتعطيهم لجلجامش كجائزة على بطولته. يضيع جلجامش ميكو وبيكو ويطلب أن يُعثر عليهما. ينزل إنكيدو إلى العالم السفلي للعثور عليهما، ولكنه يعصي القوانين الصارمة للعالم السفلي وعليه يُطلب منه البقاء هناك إلى الأبد. يُعد الجزء المتبقي من القصيدة حوارًا يسأل فيه جلجامش شبح إنكيدو أسئلةً عن العالم السفلي.

#### القصائد اللاحقة
تصف قصيدة «جلجامش وأغا» ثورة جلجامش الناجحة ضد سيده الأعلى الملك أغا، ملك دولة كيش. تصف قصيدة «جلجامش وخومبابا» كيف هزم جلجامش وخادمه إنكيدو، بمساعدة 50 متطوعًا من الوركاء، الوحش خومبابا، وهو غول عينه الإله إنليل، ملك الآلهة، بصفته حارس غابة الأرز (غابة الآلهة). في قصيدة «جلجامش وثور السماء»، ينحر جلجامش وإنكيدو ثور السماء، الذي أرسلته الإلهة إنانا لمهاجمتهم. تختلف حبكة هذه القصيدة جوهريًا عن المشهد المقابل لها في ملحمة جلجامش الأكدية اللاحقة. في القصيدة السومرية، لا يبدو أن إنانا تطلب من جلجامش أن يصبح قرينها مثلما تفعل في الملحمة الأكدية اللاحقة. علاوةً على ذلك، بينما تجبر أباها آن على منحها ثور السماء، بدلًا من تهديده برفع الموتى ليلتهموا الأحياء مثلما تفعل في الملحمة اللاحقة، تهدد فقط بإطلاق صرخة تصل إلى الأرض. تُعد قصيدة «موت جلجامش» قصيدةً مشوهةً جدًا، ولكنها تظهر لتصف جنازة ضخمة في الدولة ويتبعها قدوم الميت إلى العالم السفلي. قد يكون العلماء الذين أعطوا القصيدة ذلك العنوان مخطئين في تفسيرها، وقد تكون القصيدة حقيقةً عن موت إنكيدو.

### ملحمة جلجامش

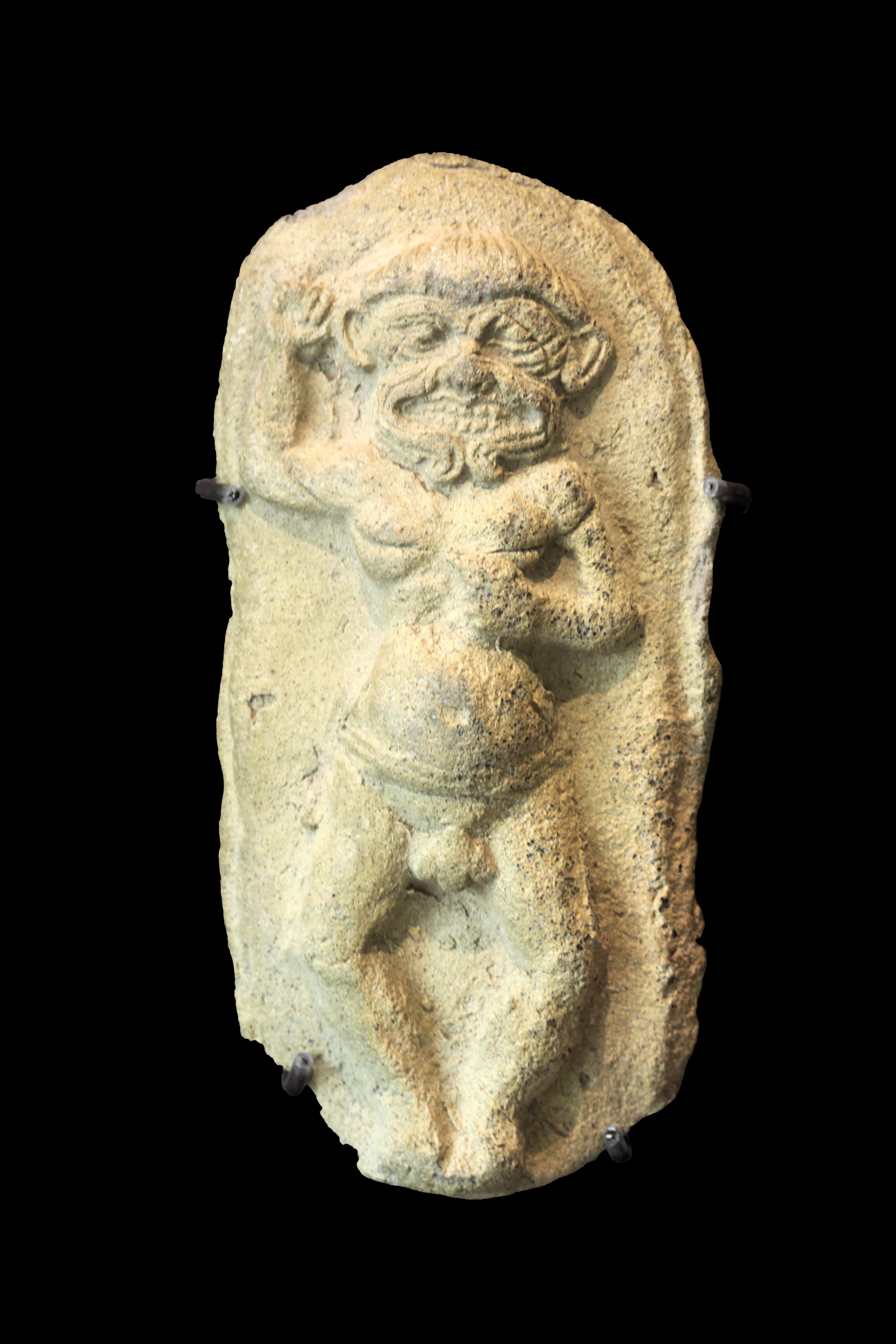
الغول خومبابا، يظهر في لوح من الطين من العصر البابلي القديم، هو أحد الخصوم الذين حاربهم جلجامش ورفيقه إنكيدو في ملحمة جلجامش.

بحلول العصر البابلي القديم (حوالي 1830 - 1531 قبل الميلاد)، تم نسج قصص مآثر جلجامش الأسطورية في واحدة أو عدة ملاحم طويلة.  ملحمة جلجامش، وهي القصة الأكثر اكتمالا لمغامرات جلجامش، تم تأليفها باللغة الأكدية خلال الفترة البابلية الوسطى (حوالي 1600 - 1155 قبل الميلاد) وتجميعها من قبل سين-لقي-ونيني.  تم تسجيل النسخة الأكثر اكتمالاً من ملحمة جلجامش على مجموعة من اثني عشر لوحًا طينيًا يعود تاريخها إلى القرن السابع قبل الميلاد، وجدت في مكتبة آشور بانيبال في العاصمة الآشورية نينوى.  الملحمة موجودة فقط في شكل مجزأ، بوجود العديد من القطع المفقودة أو التالفة.  يختار بعض العلماء والمترجمين استكمال الأجزاء المفقودة من الملحمة بمواد من القصائد السومرية السابقة أو من نسخ أخرى من ملحمة جلجامش الموجودة في مواقع أخرى في جميع أنحاء الشرق الأدنى. 
في الملحمة، تم تقديم جلجامش على أنه «ثلثي إله وثلث بشر». في بداية القصيدة، يوصف جلجامش بأنه حاكم وحشي قمعي. وعادة ما يتم تفسير هذا على أنه يعني: إجبار جميع رعاياه على العمل بالسخرة أو أنه يضطهدهم جنسيًا. كعقاب على قسوة جلجامش، خلق الإله آنو إنكيدو، رجل البرية. بعد أن تم ترويضه من قبل مومس اسمها شمحات، يسافر إنكيدو إلى الوركاء لمواجهة جلجامش. في اللوح الثاني، يتصارع الرجلان، وعلى الرغم من فوز جلجامش بالمباراة في النهاية، فقد أعجب بقوة خصمه ومثابرته حتى أصبحا صديقين مقربين. في النصوص السومرية السابقة، إنكيدو هو خادم جلجامش، لكنهم في ملحمة جلجامش رفاق على قدم المساواة.

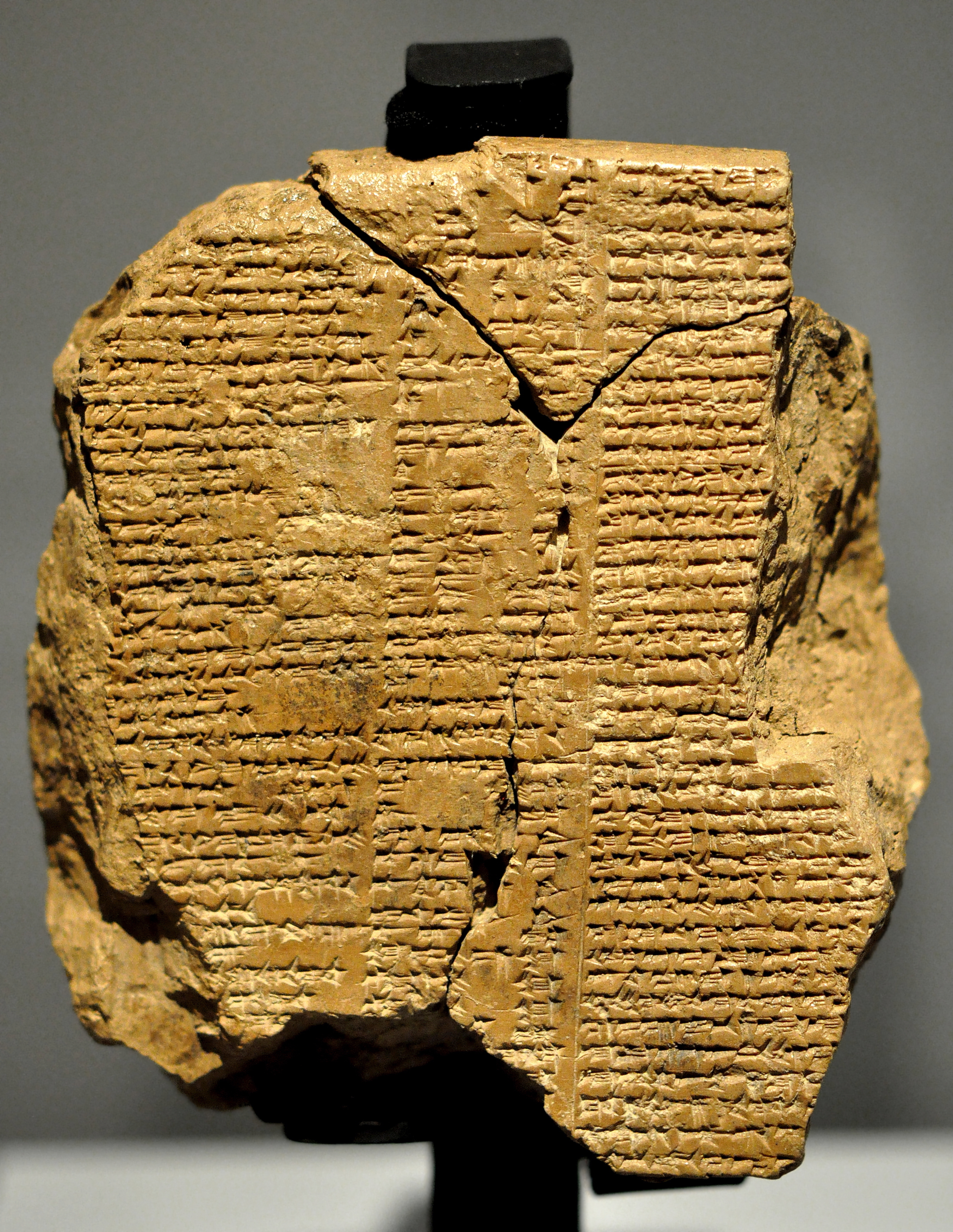
اللوح الخامس من ملحمة جلجامش من متحف السليمانية، العراق

في الألواح من الثالث إلى الرابع، يسافر جلجامش وإنكيدو إلى غابة الأرز، التي يحرسها خمبابا (الاسم الأكدي لهواوا). يعبر الأبطال الجبال السبعة إلى غابة الأرز، حيث يبدأون في تقطيع الأشجار. في مواجهة هومبابا، أصيب جلجامش بالذعر وصلى لشمش (الاسم الشرقي لأوتو)، الذي نفخ ثماني رياح في عيون هومبابا، مما أدى إلى إصابته بالعمى. خمبابا يطلب الرحمة نكيدو، لكن البطلين يقطعان رأسه بغض النظر. يبدأ اللوح السادس بعودة جلجامش إلى الوركاء،  حيث تأتي عشتار (الاسم الأكدي لإينانا) وتطلب منه أن يصبح عشيقها. يرفضها جلجامش مصرًا على أنها أساءت معاملة جميع أحبائها السابقين. 
انتقامًا، تذهب عشتار إلى والدها آنو وتطالبه بإعطائها ثور السماء، الذي ترسله لمهاجمة جلجامش. يقتل جلجامش وإنكيدو الثور ويقدمان قلبه إلى شمش.  بينما كان جلجامش وأنكيدو يستريحان، تقف عشتار على جدران الوركاء وتلعن جلجامش. قام إنكيدو بتمزيق فخذ الثور الأيمن ورماه في وجه عشتار،  قائلاً: «إذا كان بإمكاني وضع يدي عليك، فأن ما سأفعله لك هو وضع أحشائك على جانبك.». تدعو عشتار «المحظيات والبغايا والعاهرات» وتأمرهم بأن يندبن ثور السماء. في هذه الأثناء، كان جلجامش يقيم احتفالًا بهزيمة ثور السماء.
يبدأ اللوح السابع بسرد إنكيدو لحلم رأى فيه أنو وإيا وشمش يعلنون أن واحدًا من الأثنين، جلجامش أو إنكيدو، يجب أن يموت كعقاب لقتلهم ثور السماء. يختار الآلهة إنكيدو وسرعان ما يجتاحه المرض، يحلم إنكيدو برؤية العالم السفلي ثم يموت. يصف اللوح الثامن حزن جلجامش الشديد على موت صديقه  وتفاصيل جنازة إنكيدو. تروي الألواح من التاسع إلى الحادي عشر كيف يسافر جلجامش، مدفوعًا بالحزن والخوف من موته، مسافة كبيرة ويتغلب على العديد من العقبات ليجد منزل أوتنابيشتيم، الناجي الوحيد من الطوفان العظيم، الذي كافأته الآلهة بالخلود.

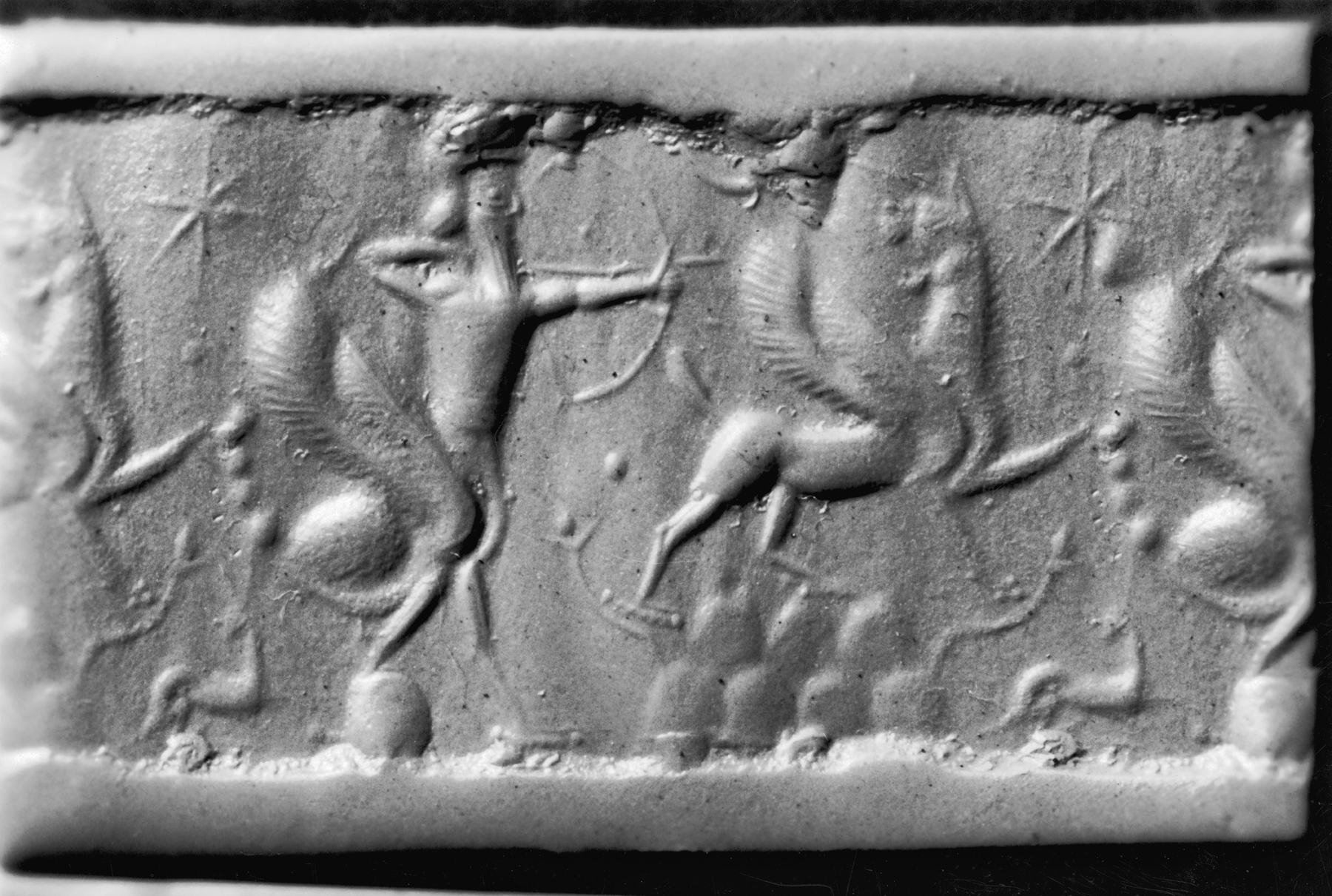
ختم أسطواني من بدايات العصر الآشوري الأوسط يعود تاريخه إلى ما بين 1400 و1200 قبل الميلاد، ويُظهِر رجلاً بأجنحة طائر وذيل عقرب يطلق سهمًا نحو فتخاء على تل. كان رجل العقرب من بين المخلوقات التي واجهها جلجامش في رحلته إلى موطن أوتنابشتيم.

تتضمن الرحلة إلى أوتنابيشتيم سلسلة من التحديات العرضية، والتي ربما نشأت كمغامرات مستقلة كبرى، ولكنها في الملحمة تختزل إلى ما يسميه جوزيف إيدي فونتينروز «حوادث غير مؤذية إلى حد ما». أولًا، يواجه جلجامش الأسود في معبر الجبل ويذبحها. عند الوصول إلى جبل ماشو، يواجه جلجامش رجل عقرب وزوجته؛ تومض أجسادهم بإشعاع مرعب، ولكن بمجرد أن أخبرهم جلجامش عن هدفه، سمحوا له بالمرور. كان جلجامش يتجول في الظلام لمدة اثني عشر يومًا قبل أن يخرج أخيرًا إلى النور. وجد حديقة جميلة بجانب البحر والتي سيلتقي فيها سيدوري، صاحبة حانة وذات الحكمة الإلهية. في البداية حاولت منع جلجامش من دخول الحديقة، لكنها حاولت فيما بعد إقناعه بتقبل الموت على أنه أمر لا مفر منه وليس رحلة عبر المياه عندما رفض جلجامش القيام بذلك، وجهته إلى أورشنابي، ملاح "ferryman" الآلهة، الذي نقل جلجامش عبر البحر إلى موطن أوتنابشتيم. عندما وصل جلجامش أخيرًا إلى منزل أوتنابشتيم، أخبر أوتنابشتيم جلجامش أنه لكي يصبح خالدًا، عليه أن يتحدى النوم. لم يفعل جلجامش ذلك ونام سبعة أيام متواصلة دون أن يستيقظ.
بعد ذلك، أخبره أوتنابيشتيم أنه حتى لو لم يستطع الحصول على الخلود، يمكنه استعادة شبابه باستخدام نبات يتمتع بقوة التجديد. يأخذ جلجامش النبات، لكنه يتركه على الشاطئ أثناء السباحة ويسرقه ثعبان، موضحًا سبب قدرة الثعابين على التخلص من جلودها. يائسًا من هذه الخسارة، يعود جلجامش إلى الوركاء، ويُري مدينته للملاح أورشانبي. عند هذه النقطة تتوقف الملحمة عن كونها سردًا متماسكًا، حيث أن اللوح الثاني عشر هو ملحق مطابق للقصيدة السومرية لجلجامش، إنكيدو والعالم الآخر التي تصف فقدان بيكو وميكو.
تكشف عناصر عديدة في هذه الرواية عن عدم استمرارية الأجزاء السابقة من الملحمة. في بداية اللوح الثاني عشر، كان إنكيدو لا يزال على قيد الحياة، على الرغم من وفاته سابقًا في اللوح السابع، وجلجامش كان طيبًا مع عشتار، على الرغم من التنافس العنيف بينهما في اللوح السادس. أيضًا، في حين أن معظم أجزاء الملحمة عبارة عن تعديلات حرة للأسلاف السومريين،  فإن اللوح الثاني عشر هو ترجمة حرفية، كلمة بكلمة، للجزء الأخير من جلجامش وإنكيدو والعالم الآخر.  لهذه الأسباب، استنتج العلماء أن هذه الرواية ربما أُزيحت إلى نهاية الملحمة لأنها لم تتناسب مع السرد الأكبر.  فيها، يرى جلجامش رؤية لشبح إنكيدو، الذي يعد باستعادة الأشياء المفقودة ويصف لصديقه الحالة السيئة للعالم السفلي.

### في فن بلاد الرافدين
على الرغم من أن القصص عن جلجامش كانت شائعة كثيرًا في جميع أنحاء بلاد الرافدين القديمة، إلا أن التمثيلات الأصيلة له في الفن القديم نادرة للغاية. فغالبًا ما تحدد الأعمال الشعبية صورة بطل ذي شعر طويل، يحتوي على أربعة أو ستة تجعيدات الشعر، ولكن يعتبر هذا التعريف غير صحيح، ويوجد عدد قليل من تمثيلات جلجامش القديمة الحقيقية عُثِر عليها في الغالب على ألواح الطين والأختام الأسطوانية. عمومًا، لا يمكن تحديد شخصية معروضة في الفن على أنها جلجامش إلا إذا كان العمل الفني المعني يصور بوضوح مشهدًا من ملحمة جلجامش نفسها. عُثِر على مجموعة واحدة من تماثيل جلجامش في مشاهد لبطلين يقاتلان عملاقًا شيطانيًا، هو بدون شك خمبابا. وتم العثور على مجموعة أخرى في مشاهد تظهر زوجًا مشابهًا من الأبطال يواجهان ثورًا مجنحًا عملاقًا، وهو بالتأكيد ثور السماء.

## التأثير اللاحق

### في العصور القديمة
أثرت ملحمة جلجامش تأثيراً كبيراً على الإلياذة والأوديسة، وهما قصيدتان ملحميتان كُتبتا باللغة الإغريقية خلال القرن الثامن قبل الميلاد.  وفقًا لباري بي. باول، الباحث الكلاسيكي الأمريكي، من المحتمل أن يكون الإغريق الأوائل قد تعرضوا للتقاليد الشفوية لبلاد الرافدين من خلال صلاتهم الواسعة بحضارات الشرق الأدنى القديم وقد أدى هذا العرض إلى أوجه التشابه التي نراها بين ملحمة جلجامش وملاحم هوميروس. يلاحظ والتر بوركرت، وهو كلاسيكي ألماني، أن المشهد في اللوحة السادسة لملحمة جلجامش الذي يرفض فيه جلجامش تقدم عشتار فتذهب عشتار لتشكوه لوالدتها أنتو، ولكن يتم توبيخها من قبل والدها آنو، يوازيه مباشرة المشهد في الكتاب الخامس من الإلياذة. في هذا المشهد، تصاب أفروديت، التطور اليوناني اللاحق لعشتار، على يد البطل دايوميدس وتهرب إلى جبل أوليمبوس، حيث تبكي لوالدتها ديون ويوبخها والدها زيوس.
يلاحظ باول أن الأسطر الافتتاحية للأوديسة تبدو وكأنها تردد الأسطر الافتتاحية لملحمة جلجامش. كما أن قصة الأوديسة تحمل العديد من أوجه التشابه مع قصة ملحمة جلجامش.  حيث يواجه كل من جلجامش وأوديسيوس امرأة يمكنها تحويل الرجال إلى حيوانات: عشتار (لجلجامش) وسيرس (لأوديسيوس). في الأوديسة، يُعمي أوديسيوس عملاق سايكلوب يُدعى بوليفيموس، وهي حادثة تشبه قتل جلجامش لخمبابا في ملحمة جلجامش. يزور كل من جلجامش وأوديسيوس العالم السفلي. ويجد كلا البطلين نفسيهما حزينين بينما يعيشان في جنة من عالم آخر بوجود امرأة جذابة: سيدوري (لجلجامش) وكاليبسو (لأوديسيوس). أخيرًا، لدى كلا البطلين فرصة للخلود ولكنهما يفوتانها (جلجامش عندما يفقد النبتة، وأوديسيوس عندما يغادر جزيرة كاليبسو).
في لفيفة خربة قمران المعروفة باسم كتاب العمالقة (حوالي 100 قبل الميلاد) تظهر أسماء جلجامش وهومبابا كاثنين من عمالقة ما قبل الطوفان، تم تقديمها كـ "glgmš " و"ḩwbbyš". تم استخدام هذا النص في وقت لاحق في الشرق الأوسط من قبل الطوائف المانوية، والصيغة العربية غلغامش/جلجامش تمثل اسم شيطان وفقا لرجل الدين المصري السيوطي (حوالي 1500 م).
لم يتم تسجيل قصة ولادة جلجامش في أي نص سومري أو أكدي موجود، ولكن نسخة منها موصوفة في (عن طبيعة الحيوانات "De Natura Animalium")، وهو كتاب شائع كتب باليونانية في وقت ما حوالي 200 ميلادي من قبل الخطيب الروماني اليوناني أيليان. وفقًا لقصة إيليان، أخبر أوراكل ملك البابليين سوشوروس أن حفيده جلجاموس سوف يطيح به. لمنع ذلك، أبقى سوشوروس ابنته الوحيدة تحت حراسة مشددة في الأكروبول بمدينة بابل، لكنها حملت رغم ذلك. خوفا من غضب الملك، ألقى الحراس الطفل من أعلى برج طويل. أنقذ نسر الصبي في منتصف الطيران وحمله إلى بستان حيث أنزله بحذر. وجد القائم بأعمال البستان الصبي وقام بتربيته وأطلق عليه اسم جلجاموس (Γίλγαμος). في النهاية، عاد جلجاموس إلى بابل وأطاح بجده، وأعلن نفسه ملكًا. يذكر ثيودور بار كوناي (حوالي 600 م)، يكتب باللغة السريانية، أيضًا ملكًا جليغموس، وجميغموس أو جاميغوس باعتباره الأخير من سلالة من اثني عشر ملكًا كانوا معاصرين للبطاركة من فالج إلى إبراهيم؛ ويعتبر هذا الحدث أيضًا من بقايا ذاكرة جلجامش السابقة. 

## الإكتشافات الحديثة

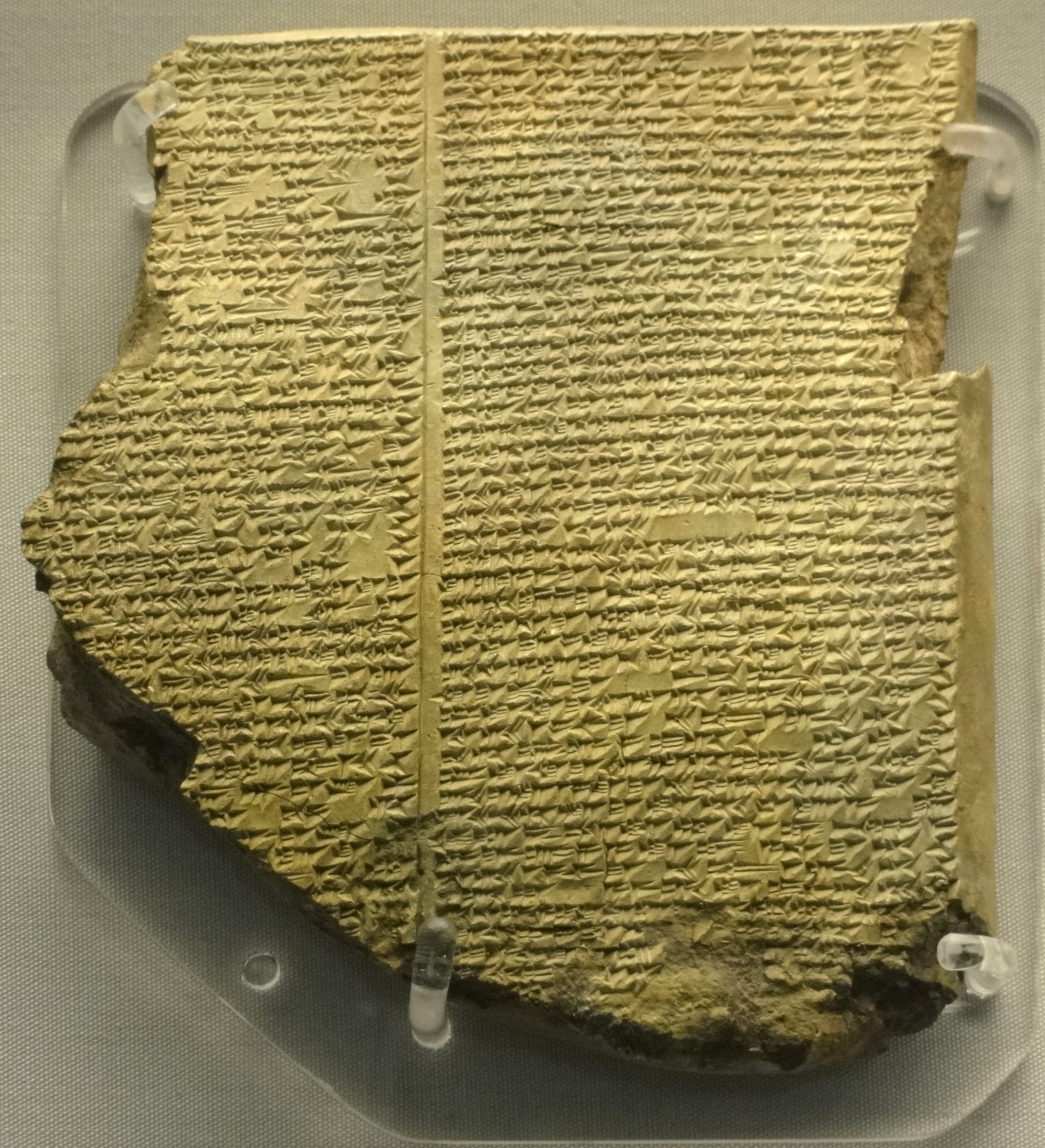
في عام 1880، نشر عالم الآشوريات الإنجليزي جورج سميث ترجمته للوح الحادي عشر لملحمة جلجامش، والتي تحتوي على أسطورة الطوفان، والتي جذبت اهتمامًا علميًا فوريًا وجدلًا بسبب تشابهها مع قصة الطوفان في سفر التكوين.

تم اكتشاف النص الأكدي لملحمة جلجامش لأول مرة عام 1849 م من قبل عالم الآثار الإنجليزي أوستن هنري لايارد في مكتبة آشور بانيبال في نينوى. :95 كان لايارد يسعى للحصول على أدلة لتأكيد تاريخية الأحداث الموصوفة في العهد القديم المسيحي، والذي كان يُعتقد في ذلك الوقت أنه يحتوي على أقدم النصوص في العالم.  وبدلاً من ذلك، كشفت أعمال التنقيب التي قام بها وحفريات الآخرين بعده عن وجود نصوص أقدم بكثير من بلاد الرافدين، وأظهرت أن العديد من القصص في العهد القديم قد تكون مستمدة بالفعل من أساطير سابقة رُويت في جميع أنحاء الشرق الأدنى القديم.  أنتج جورج سميث، الباحث في المتحف البريطاني، الترجمة الأولى لملحمة جلجامش في أوائل سبعينيات القرن التاسع عشر، الذي نشر قصة الطوفان من اللوح الحادي عشر في عام 1880 تحت عنوان الحساب الكلداني لسفر التكوين. أسيء قراءة اسم جلجامش في الأصل على أنه إزدوبار.
كان الاهتمام المبكر بملحمة جلجامش حصريًا تقريبًا بسبب قصة الطوفان من اللوح الحادي عشر. جذبت قصة الطوفان اهتمامًا جماهيريًا هائلاً وأثارت جدلاً علميًا واسع النطاق، بينما تم تجاهل بقية الملحمة إلى حد كبير. جاء معظم الاهتمام تجاه ملحمة جلجامش في أواخر القرن التاسع عشر وأوائل القرن العشرين من البلدان الناطقة بالألمانية، حيث احتدم الجدل حول العلاقة بين بابل والكتاب المقدس ("Babylon and Bible"). 
في يناير 1902، ألقى عالم الآشوريات الألماني فريدريش ديلتش محاضرة في Sing-Akademie zu Berlin أمام القيصر وزوجته، حيث جادل بأن قصة الطوفان في كتاب سفر التكوين تم نسخها مباشرة من تلك الموجودة في الملحمة جلجامش. كانت محاضرة ديليتش مثيرة للجدل لدرجة أنه بحلول سبتمبر 1903، تمكن من جمع 1350 مقالة قصيرة من الصحف والمجلات، وأكثر من 300 مقالة أطول، وثمانية وعشرون كتيبًا، كُتبت جميعها ردًا على هذه المحاضرة، بالإضافة إلى آخر محاضرة عن العلاقة بين شريعة حمورابي وشريعة موسى في التوراة. كانت هذه المقالات تنتقد ديليتسش بشدة. نأى القيصر بنفسه عن ديليتسش وآرائه الراديكالية وفي خريف عام 1904، اضطر ديليتش لإلقاء محاضرته الثالثة في كولونيا وفرانكفورت بدلاً من برلين. أصبحت العلاقة المفترضة بين ملحمة جلجامش والكتاب المقدس العبري فيما بعد جزءًا رئيسيًا من حجة ديليتش في كتابه الخداع الكبير عام 1920-1921 "Die große Täuschung" بأن الكتاب المقدس العبري «ملوث»، وأنه فقط من خلال القضاء على العهد القديم البشري بالكامل يمكن للمسيحيين أن يؤمنوا أخيرًا بالرسالة الآرية الحقيقية للعهد الجديد.

## التفسيرات الحديثة

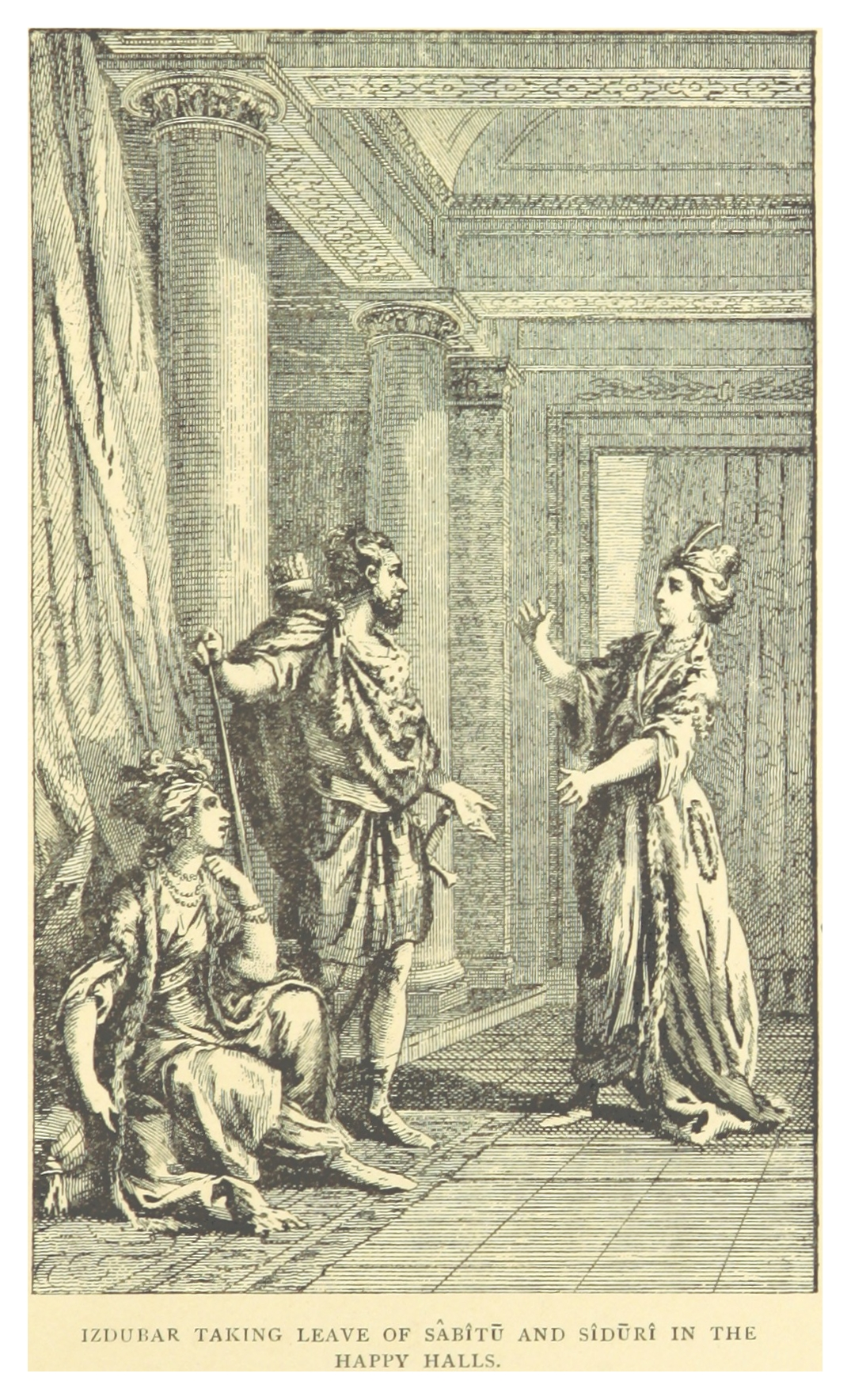
رسم إيضاحي لإزدوبار (جلجامش) في مشهد من قصيدة عشتار وإزدوبار (1884) لليونيداس لو سينسي هاميلتون، أول تعديل أدبي حديث لملحمة جلجامش.

كان عشتار وإزدوبار (1884) أول تعديل أدبي حديث لملحمة جلجامش بواسطة ليونيداس لو سينسي هاميلتون، المحامي ورجل الأعمال الأمريكي. كان لدى هاملتون معرفة بدائية بالأكدية، والتي تعلمها من قواعد اللغة الآشورية لأغراض المقارنة لأرتشيبالد سايس عام 1872. اعتمد كتاب هاملتون كثيرًا على ترجمة سميث لملحمة جلجامش، ولكنه قام أيضًا بإجراء تغييرات كبيرة. على سبيل المثال، حذف هاميلتون قصة الفيضان الشهيرة تمامًا وركز بدلاً من ذلك على العلاقة الرومانسية بين عشتار وجلجامش.  وسعت رواية هذه العلاقة ملحمة جلجامش من حوالي 3000 سطر إلى ما يقارب الـ6000 سطرًا من المقطوعات الموسيقية المجمعة في 48 قصيدة أو أغنية. غير هاميلتون كثيرًا معظم الشخصيات وقدم أحداث جديدة تمامًا غير موجودة في الملحمة الأصلية. تأثر كثيرًا برباعيات الخيام بترجمة إدوارد فتزجيرالد والكتاب الشعري نور آسيا لإدوين أرنولد، تدي شخصيات هاملتون ملابس أشبه بأزياء أتراك القرن التاسع عشر من أزياء البابليين القدماء. كما غيّر هاميلتون نغمة الملحمة من «الواقعية القاتمة» و«المأساة الساخرة» في الأصل إلى «تفاؤل مبتهج» مليء بـ «الحب اللطيف والانسجام».
في كتابه عام 1904 Das Alte Testament im Lichte des alten" Orients"، ساوى عالم الآشوريات الألماني ألفريد إرمياس جلجامش بالملك نمرود من كتاب التكوين وجادل بأن قوة جلجامش يجب أن تأتي من شعره، مثل البطل شمشون في سفر القضاة، وأنه لا بد أنه أدى اثني عشر عملاً مثل البطل هرقل في الأساطير اليونانية. في عام 1906 أعلن المستشرق بيتر جنسن في كتابه "Das Gilgamesch-Epos in der Weltliteratur"، أن ملحمة جلجامش كانت مصدر جميع القصص تقريبًا في العهد القديم، بحجة أن موسى هو «جلجامش الذي ينقذ بني إسرائيل من نفس الوضع الذي واجهه سكان إريك في بداية الملحمة البابلية.» ثم شرع في النقاش بأن إبراهيم وإسحاق وشمشون وداود ومختلف الشخصيات الكتابية الأخرى ليست سوى نسخ طبق الأصل من جلجامش. أخيرًا، أعلن أنه حتى يسوع «ليس سوى جلجامش إسرائيلي. لا شيء سوى مساعد لإبراهيم وموسى وعدد لا يحصى من الشخصيات الأخرى في القصة الملحمية.» أصبحت هذه الأيديولوجية تُعرف باسم (البابلية "Panbabylonianism") وتم رفضها على الفور تقريبًا من قبل علماء التيار الرئيسي. كان أكثر نقاد البابلية نصيرًا هم أولئك المرتبطون بـ مدرسة تاريخ الأديان الناشئة. رفض هيرمان غونكل معظم أوجه التشابه المزعومة لجنسن بين جلجامش والشخصيات التوراتية باعتبارها مجرد إثارة جدل لا أساس لها من الصحة. وخلص إلى أن جنسن وغيره من علماء الآشوريات مثله قد فشلوا في فهم تعقيدات أبحاث العهد القديم.
في البلدان الناطقة باللغة الإنجليزية، كان التفسير الأكاديمي السائد خلال أوائل القرن العشرين هو تفسير اقترحه في الأصل السير هنري رولنسون، والذي اعتبر أن جلجامش هو «بطل الشمس»، الذي تمثل أفعاله حركات الشمس، وأن الألواح الإثني عشر لملحمته تمثل الأبراج البابلية الأثني عشر . فسر المحلل النفسي النمساوي سيغموند فرويد، بالاعتماد على نظريات جيمس جورج فريزر وبول إهرنريتش، جلجامش وإيباني (الخطأ السابق بقراءة اسم إنكيدو) على أنهما يمثلان «الرجل» و«الشهوانية الفجة» على التوالي. كذلك قارنهم بشخصيات أخوية أخرى في الأساطير العالمية، ملاحظًا أن «أحدهما دائمًا أضعف من الآخر ويموت مبكرًا. في جلجامش، كان هذا الشكل القديم من الأخوة غير المتكافئين يمثل العلاقة بين الرجل ورغبته الجنسية.» كما رأى أنكيدو يمثل المشيمة، و«التوأم الأضعف» الذي يموت بعد الولادة بقليل. كثيرًا ما يناقش صديق وتلميذ فرويد كارل يونغ جلجامش في عمله المبكر (Symbole der Wandlung (1911-1912. يستشهد يونغ على سبيل المثال بجاذبية عشتار الجنسية لجلجامش كمثال لرغبة الأم في ابنها، وخمبابا كمثال على شخصية الأب القمعية التي يجب على جلجامش التغلب عليها، وجلجامش نفسه كمثال لرجل نسي اعتماده على عقله اللاواعي.

## التفسيرات الحديثة والأهمية الثقافية
في السنوات التي أعقبت الحرب العالمية الثانية، أصبح جلجامش، الذي كان سابقًا شخصية غامضة لا يعرفه سوى عدد قليل من العلماء، ذا شعبية متزايدة لدى الجماهير. جذبت موضوعات ملحمة كلكامش الوجودية المؤلفين الألمان في السنوات التي أعقبت الحرب.رفي روايته الوجودية "Die Stadt hinter dem Strom" عام 1947، قام الروائي الألماني هيرمان كاساك بتحويل عناصر من الملحمة إلى استعارات صور بها عواقب الدمار الذي خلفته الحرب العالمية الثانية في ألمانيا، حيث يصور مدينة هامبورغ التي تعرضت للقصف على أنها تشبه العالم السفلي المخيف الذي رآه إنكيدو في حلمه. في رائعة هانس هيني جان نهر بلا شواطيء "(1949-1950)River Without Shores"، يتمحور الجزء الأوسط من الثلاثية حول مؤلف موسيقي تعكس علاقته الجنسية المثلية الممتدة عشرين عامًا مع صديقه علاقة جلجامش مع إنكيدو حيث تصبح رائعته سيمفونية عن كلكامش.
ساعدت مهمة جلجامش"The Quest of Gilgamesh"، وهي مسرحية إذاعية من عام 1953 لدوغلاس جيفري بريدسون، في زيادة شعبية الملحمة في بريطانيا. في الولايات المتحدة، أشاد تشارلز أولسون بالملحمة في قصائده ومقالاته، ويعتقد غريغوري كورسو أنها تحتوي على فضائل قديمة قادرة على علاج ما اعتبره انحلالًا أخلاقيًا حديثًا. أصبحت رواية جلجامش 1966، للكاتب جويدو باخمان من «الأدب المثلي» الألماني. ووضع اتجاه أدبي دولي على مدى عقود من الزمن صَوَرَ جلجامش وإنكيدو على أنهما عاشقين مثليين. وقد ثبت أن هذا الاتجاه شائع جدًا لدرجة أن ملحمة جلجامش نفسها مدرجة في مختارات كولومبيا لأدب المثليين (1998) كعمل رئيسي مبكر لهذا النوع. في السبعينيات والثمانينيات، قام النقاد الأدبيون النسويون بتحليل ملحمة جلجامش على أنها تظهر دليلاً على الانتقال من النظام الأمومي الأصلي للبشرية جمعاء إلى النظام الأبوي الحديث. ومع توسع الحركة الخضراء في أوروبا، بدأت قصة جلجامش تُرى من خلال عدسة البيئة، مع موت إنكيدو الذي يرمز إلى انفصال الإنسان عن الطبيعة.
يقول ثيودور زيولكوفسكي، الباحث في الأدب الحديث، أنه "على عكس معظم الشخصيات الأخرى في الأساطير والأدب والتاريخ، فقد أسس جلجامش نفسه ككيان مستقل، غالبًا ما يكون مستقلاً عن السياق الملحمي الذي أصبح معروفًا فيه في الأصل. تُرجمت ملحمة جلجامش إلى العديد من لغات العالم الرئيسية وأصبحت عنصرًا أساسيًا في صفوف الأدب العالمي الأمريكي. استلهم منها العديد من الكتاب والروائيين المعاصرين، بما في ذلك مجموعة مسرحية أمريكية رائدة تسمى "مجموعة جلجامش" وجوان لندن في روايتها جلجامش (2001). كتاب الرواية الأمريكية العظيمة (1973) لفيليب روث تتميز بشخصية تدعى "جيل غامش Gil Gamesh"، وهو الرامي النجم لفريق بيسبول خيالي في ثلاثينيات القرن الماضي يُدعى "باتريوت ليغ".
ابتداءً من أواخر القرن العشرين، بدأت قراءة ملحمة جلجامش مرة أخرى في العراق. كان صدام حسين، الرئيس العراقي الأسبق، مفتونًا بجلجامش طوال حياته. رواية صدام الأولى زبيبة والملك (2000) هي قصة رمزية لحرب الخليج تدور أحداثها في بلاد آشور القديمة، حيث تمزج عناصر ملحمة جلجامش وألف ليلة وليلة. مثل كلكامش، فإن الملك في بداية الرواية هو طاغية وحشي يسيء استخدام سلطته ويضطهد شعبه، ولكن بمساعدة امرأة عامة تُدعى زبيبة، يتغير ليصبح حاكمًا أكثر عدلاً.
لاحظ باحثون مثل سوزان أكرمان ووين آر داينز أن اللغة المستخدمة لوصف علاقة جلجامش مع إنكيدو لها مضامين مثلية. حيث تلاحظ أكرمان أنه عندما يحجب جلجامش جسد إنكيدو، فإن إنكيدو يُقارن بـ «عروس». تقول أكرمان، «أن جلجامش، وفقًا لكلا النسختين، سيحب إنكيدو» مثل الزوجة «وقد يعني هذا أيضًا العلاقة الجنسي».
في عام 2000، تم إزاحة الستار عن تمثال حديث لجلجامش للنحات الآشوري لويس باتروس في جامعة سيدني في أستراليا.